# アエロフロート航空6263便墜落事故
アエロフロート航空6263便墜落事故（アエロフロ－トこうくう6263びんついらくじこ）は、1973年1月21日にソビエト連邦で発生した航空事故である。アエロフロート航空6263便は、クラスノダール発ペルミ行きの国内定期旅客便で、途中ヴォルゴグラード、サラトフ、カザンを経由したのち、ペルミに着陸する予定であったが、その少し前に降下旋回に入り、目的地であるペルミ国際空港から約91キロメートル (57 mi)離れたペルミ州ボリシェソスノフスキー地区に墜落した。

## 事故機
事故機は、Antonov An-24Bで、機体記号はCCCP-46276。1967年に初飛行した。

## 事故の概要
6263便はペルミに着陸する約15分前、高度5,400メートル (17,700 ft)で突然右に傾き、続けて逆方向に傾いた後、時速約1,000キロメートル毎時 (620 mph)に達する高速で旋回しながら降下を始めた。高度約2,700メートル (8,900 ft)において、大きな重力加速度により機体が破断した。機体は、ペルミから約91キロメートル (57 mi)のペルミ州ボリシェソスノフスキー地区に墜落した。航空機に乗っていた乗員・乗客39人のうち、墜落では4人が生き残ったが、救助隊が現場に到着するまでに生存者は全員死亡した。

## 事故後の調査
捜査当局は墜落の原因を断定できなかった。しかし、事故機についているはずのない緑色の塗料の点など、ミサイルが爆発した兆候がいくつか見つかった。だが、ソ連国防省は墜落時にその地域で演習があったことを否定した。